# Nazaré: Especial de Natal
O especial de Natal, correspondente ao telefilme de Natal de Nazaré dividido em 3 partes, foi exibido na SIC de 21 a 23 de dezembro de 2020. Foi escrito por Sandra Santos.
O especial da telenovela contou com Carolina Loureiro, José Mata e Afonso Pimentel nos papéis principais.

## Produção
Foi revelado em agosto de 2020 que a SIC iria produzir um telefilme de natal sobre a telenovela, porém a SIC decidiu dividir o telefilme em três partes e transformá-los num especial de natal com 3 episódios.

### Escolha do elenco
O cantor Vitor Kley foi confirmado para fazer uma participação especial no especial de natal da novela.

## Sinopse
Faltam cinco dias para o Natal. As nossas personagens preparam-se para reunir familiares e amigos, depois de um ano particularmente atribulado.
Inesperadamente, Nazaré e Toni recebem uma herança da antiga professora primária.
Toni quer levar Vânia numa viagem de Lua-de-Mel, mas Nazaré convence-o a organizar uma Festa de Natal inesquecível para a vila, algo que, dentro do espírito da época, inclua os mais desfavorecidos.
Entretanto, Duarte recebe más notícias: a potente moto que encomendou para oferecer à mulher ficou presa no Porto de Viana do Castelo.
Às pressas, ele e Bernardo embarcam numa viagem contra-relógio para recuperar este presente tão especial, sendo obrigados a ultrapassar aventuras que incluem pais natais, um assalto e a polícia.
Enquanto espera e desespera pelo marido, Nazaré tem de lidar com Toni, que acaba por estragar a organização da festa com a sua já famosa chico-espertice.
No final, apenas com a união de todos, o talento de Josué, Ermelinda, Matilde e João se salva o Natal Solidário.
Falta responder à grande pergunta: Duarte estará de regresso aos braços da Nazaré a tempo do Natal?

## Exibição
O especial de natal foi transmitido nos dias 21, 22 e 23 de dezembro. Ao mesmo tempo, foi lançada na OPTO, a plataforma de streaming da SIC.

## Elenco

### Elenco principal
| Ator/Atriz        | Personagem                           |
| ----------------- | ------------------------------------ |
| Carolina Loureiro | Nazaré Maria dos Santos Gomes Blanco |
| José Mata         | Duarte Tavares Blanco                |
| Afonso Pimentel   | António Augusto «Toni» Silva         |
| Margarida Serrano | Alice Moreira                        |

### Elenco regular
| Ator/Atriz       | Personagem                   |
| ---------------- | ---------------------------- |
| Rogério Samora   | Joaquim Gomes                |
| Custódia Gallego | Matilde dos Santos Gomes     |
| Ruy de Carvalho  | Floriano Marques             |
| Márcia Breia     | Ermelinda Marques            |
| Carlos Areia     | João Pereira                 |
| Luísa Cruz       | Glória Silva                 |
| Joel Branco      | Josué Moreira                |
| Carla Andrino    | Dolores Soares               |
| Tiago Aldeia     | Ismael Pinto                 |
| Mikaela Lupu     | Vânia Costa                  |
| Guilherme Moura  | Bernardo Maria Telles Blanco |
| Raquel Sampaio   | Olívia Carla Dias Pereira    |
| Igor Regalla     | Gilberto «Gil» Fragoso       |
| Joana Aguiar     | Érica Telles Blanco          |
| João Maneira     | Cristiano «Cris» Vaz         |
| Laura Dutra      | Ana Vaz                      |

### Participação
| Ator/Atriz | Personagem |
| ---------- | ---------- |
| Vitor Kley | Ele mesmo  |

## Episódios
| # | Título       | Dirigido por                | Escrito por   | Exibição original      | Audiências (em milhões) |
| - | ------------ | --------------------------- | ------------- | ---------------------- | ----------------------- |
| 1 | "Episódio 1" | Jorge Cardoso e Pedro Lebre | Sandra Santos | 21 de dezembro de 2020 | 1.37                    |
| 2 | "Episódio 2" | Jorge Cardoso e Pedro Lebre | Sandra Santos | 22 de dezembro de 2020 | 1.38                    |
| 3 | "Episódio 3" | Jorge Cardoso e Pedro Lebre | Sandra Santos | 23 de dezembro de 2020 | 1.07                    |